# Embalse de Jebel Aulia
El embalse de Jebel Aulia se encuentra en el Nilo Blanco, en Sudán. La presa se halla a unos 30-40 km al sur de Jartum, la capital de Sudán, y el embalse se extiende a lo largo de unos 500 km, hasta la región del Alto Nilo, en Sudán del Sur.
La presa fue construida entre 1933 y 1937 para mejorar el riego en Egipto y controlar las crecidas, antes de que se construyera con este fin la presa de Asuán, por el ingeniero John Watson Gibson, que ya había colaborado en la construcción en los años 1920 del embalse de Sennar, en el Nilo Azul, también en Sudán. El contratista fue Pauling & Co., empresa de ingeniería civil que hizo el trabajo para el gobierno egipcio, protectorado británico entonces, con un coste de dos millones de libras esterlinas.
Una  vez acabada la presa, en 1937, Gibson se convirtió en director ejecutivo de Pauling & Co, cargo que ejercería hasta marzo de 1947.
En 2003, la presa se completó con un proyecto hidroeléctrico que añadió 30 MW al potencial hidroeléctrico de la presa, con un máximo de 133 MW. Debido a su importancia estratégica, está continuamente vigilada por las Fuerzas Armadas Sudanesas.

## Características
En su momento, fue el embalse más grande del mundo. La presa se construyó a 377 m sobre el nivel del mar. Ocupa una superficie que oscila entre 600 km² en la estación seca (junio) y 1100 km² en la estación húmeda (septiembre), con un máximo de 1500 km², aunque se ha llegado a observar un mínimo de 190 km². La profundidad máxima es de 12 m, aunque oscila en general entre 2,3 y 6 m según la época del año. Tiene una capacidad de 3500 millones de m³, una longitud de 500 km y una anchura de entre 6 y 7 km.
El nivel del pantano empieza a disminuir en febrero y continúa hasta mayo, en que empiezan las lluvias río arriba. El nivel máximo se alcanza en septiembre.
En la presa hay una escalera para peces y 50 puertas. Cuarenta de las puertas están equipadas con dos turbinas que pueden ser levantadas para permitir el libre paso del agua. El conjunto de las 80 unidades tiene una potencia de 30,4 MW. El sistema HYDROMATRIX®, aplicado por la empresa Andritz utiliza estructuras ya existentes para obtener poder hidráulico (hydropower) del desagüe de las presas